# Кауфман Олена Володимирівна
Олена Володимирівна Кауфман (нар. Горбунова; 30 липня 1987, Свердловськ, РСФСР, СРСР) — російська чотирикратна спортсменка. Паралімпійська чемпіонка.

## Біографія
Народилася в сім'ї спортсменів, батько займався веслуванням, мати — лижними гонками.
Спортом почала займатися у відділенні греблі на байдарках і каное в школі Верх-Ісетського району Єкатеринбургу. Перша тренерка — Наталія Горбунова. З 2004 року навчалась в дитячій спортивній школі «Вікторія». Тренер — Володимир Аліпов.
З 2010 року одружена, в 2011 році народила дочку.

## Спортивні досягнення

### Паралімпійські ігри
- Золото (Турин, 2006 рік) — лижні перегони
- Бронза (Ванкувер, 2010 рік) — лижні перегони
- Золото (Сочі, 2014 рік) — біатлон (6 км, стоячи)
- Золото (Сочі, 2014 рік) — бІатлон (10 км, стоячи)
- Срібло (Сочі, 2014 рік) — біатлон (12,5 км, стоячи)
- Бронза (Сочі, 2014 рік) — лижні перегони (спринт 1 км, стоячи)
- Золото (Сочі, 2014 рік) — лижні перегони (Змішана естафета 4х2,5км)

### Чемпіонати світу
- Срібло (2009 рік)

### Кубки світу
- Золото (2009 рік)

## Нагороди
- Орден «За заслуги перед Вітчизною» IV ступеню (2014 рік)[1].
- Медаль ордена  «За заслуги перед Вітчизною» II ступінь (26 березня 2010 року) — за великий внесок у розвиток фізичної культури і спорту, високі спортивні досягнення на Х Паралімпійський іграх 2010 року в місті Ванкувері (Канада)[2].

## Примітка
1. ↑  news.kremlin.ru. Чемпионы и призёры XI Паралимпийских зимних игр, награждённые государственными наградами Российской Федерации (рос.) . Архів оригіналу за 23 березня 2014. Процитовано 27 квітня 2014.
2. ↑  Указ Президента Російської Федерації від 26 березня 2010 року № 373 «О награждении государственными наградами Российской Федерации» (рос.) . graph.document.kremlin.ru. Архів оригіналу за 8 березня 2014. Процитовано 27 квітня 2014.